# Alban Hoxha
Alban Bekim Hoxha, né le 23 novembre 1987 à Cërrik, est un footballeur international albanais. Il évolue au poste de gardien de but au Partizani Tirana.
Avec sa sélection, il participe à l'Euro 2016.

## Carrière
Alban Hoxha est formé KS Turbina Cërrik avant de rejoindre le FK Dinamo Tirana. Dès son arrivée, il est prêté dans son club formateur pendant une saison. Il fait finalement ses débuts professionnels avec le Dinamo Tirana lors de la saison 2006-2007. Peu utilisé pendant ses trois premières saison au club, il est prêté au KS Apolonia Fier puis au FC Vushtrria. À son retour au Dinamo, il gagne peu à peu du temps de jeu.
Il quitte le club en 2011 pour rejoindre le KS Kastrioti Krujë où il ne reste qu'une saison avant de rejoindre le KS Besa Kavajë. Là aussi il ne reste qu'une saison et fait son retour à Tirana, dans le second club de la ville en signant en faveur du FK Partizani Tirana. C'est la qu'il trouve finalement une place de titulaire.
Il fait ses débuts en équipe d'Albanie le 16 novembre 2015, en remplaçant Etrit Berisha lors d'un match amical contre la Géorgie,.
Lors de la saison 2015-2016, il dispute deux matchs en Ligue Europa avec le club du Partizani Tirana. Il est retenu par le sélectionneur Gianni De Biasi afin de participer à l'Euro 2016 organisé en France, officiant comme troisième gardien.
Il fait ses débuts en Ligue des champions lors de la saison 2016-2017 en participant aux tours préliminaires.

## Statistiques
| Saison                | Club                    | Championnat           | Championnat | Championnat | Coupe(s) nationale(s) | Coupe(s) nationale(s) | Compétition(s) continentale(s) | Compétition(s) continentale(s) | Compétition(s) continentale(s) | Albanie | Albanie | Total | Total |
| Saison                | Club                    | Division              | M.          | B.          | M.                    | B.                    | Comp.                          | M.                             | B.                             | M.      | B.      | M.    | B.    |
| 2006-2007             | FK Dinamo Tirana        | Kategoria Superiore   | 11          | 0           | -                     | -                     | -                              | -                              | -                              | -       | -       | 11    | 0     |
| 2007-2008             | FK Dinamo Tirana        | Kategoria Superiore   | 2           | 0           | -                     | -                     | -                              | -                              | -                              | -       | -       | 2     | 0     |
| 2008-2009             | FK Dinamo Tirana        | Kategoria Superiore   | 1           | 0           | 1                     | 0                     | -                              | -                              | -                              | -       | -       | 2     | 0     |
| 2008-2009             | KS Apolonia Fier (prêt) | Kategoria Superiore   | 8           | 0           | -                     | -                     | -                              | -                              | -                              | -       | -       | 8     | 0     |
| 2009-2010             | FK Dinamo Tirana        | Kategoria Superiore   | 10          | 0           | 3                     | 0                     | -                              | -                              | -                              | -       | -       | 13    | 0     |
| 2010-2011             | FK Dinamo Tirana        | Kategoria Superiore   | 24          | 0           | 7                     | 0                     | -                              | -                              | -                              | -       | -       | 31    | 0     |
| Sous-total            | Sous-total              | Sous-total            | 56          | 0           | 11                    | 0                     | -                              | -                              | -                              | -       | -       | 67    | 0     |
| 2011-2012             | KS Kastrioti Krujë      | Kategoria Superiore   | 6           | 0           | 10                    | 0                     | -                              | -                              | -                              | -       | -       | 16    | 0     |
| Sous-total            | Sous-total              | Sous-total            | 6           | 0           | 10                    | 0                     | -                              | -                              | -                              | -       | -       | 16    | 0     |
| 2012-2013             | KS Besa Kavajë          | Kategoria Superiore   | 23          | 0           | 2                     | 0                     | -                              | -                              | -                              | -       | -       | 25    | 0     |
| Sous-total            | Sous-total              | Sous-total            | 23          | 0           | 2                     | 0                     | -                              | -                              | -                              | -       | -       | 25    | 0     |
| 2013-2014             | FK Partizani Tirana     | Kategoria Superiore   | 31          | 0           | 3                     | 0                     | -                              | -                              | -                              | -       | -       | 34    | 0     |
| 2014-2015             | FK Partizani Tirana     | Kategoria Superiore   | 30          | 0           | 1                     | 0                     | -                              | -                              | -                              | 1       | 0       | 32    | 0     |
| 2015-2016             | FK Partizani Tirana     | Kategoria Superiore   | 32          | 0           | 2                     | 0                     | C3                             | 2                              | 0                              | -       | -       | 36    | 0     |
| 2016-2017             | FK Partizani Tirana     | Kategoria Superiore   | 16          | 0           | 1                     | 0                     | C1+C3                          | 4+3                            | 0                              | 1       | 0       | 25    | 0     |
| Sous-total            | Sous-total              | Sous-total            | 109         | 0           | 7                     | 0                     | -                              | 9                              | 0                              | 2       | 0       | 127   | 0     |
| Total sur la carrière | Total sur la carrière   | Total sur la carrière | 194         | 0           | 30                    | 0                     | -                              | 9                              | 0                              | 2       | 0       | 235   | 0     |

## Palmarès
Avec le FK Dinamo Tirana, il est champion d'Albanie à deux reprises en 2008 et 2010 avec le Dinamo Tirana. Il est aussi finaliste de la coupe d'Albanie en 2011.
Lors de la Ligue des Nations UEFA 2019/2020 il termine premier du groupe 4 de la Ligue C en tant que gardien remplaçant.